# Crawley (musikgrupp)
Crawley var ett heavy metal band som bildades 1991 av Joel Andersson på sång, Perra Johansson på trummor, Jonas Ragnarsson på gitarr, Matte Järnil på bas och Lawrence West på gitarr i Uppsala Sverige. 1993 lämnade basisten Matte Järnil bandet och ersattes av Sampo Axelsson. Bandet upplöstes 1997.

## Medlemmar
Senaste medlemmar
- Joel Andersson – sång (1992–1997)
- Per "Perra" Johansson – trummor (1992–1997)
- Lawrence West – gitarr (1992–1997)
- Chris Goldsmith – basgitarr (1996–1997)

Tidigare medlemmar
- Mats Järnil – basgitarr (1992–1993)
- Jonas Ragnarsson – gitarr (1992–1993)
- Sampo Axelsson – basgitarr (1993–1995)

## Diskografi
Studioalbum
- 1992 – Addiction
- 1994 – Supersonic
- 1996 – Territorial